# Csincse
Csincse ist eine ungarische Gemeinde im Kreis Mezőkövesd im Komitat Borsod-Abaúj-Zemplén.

## Geografische Lage
Csincse liegt in Nordungarn, 24 Kilometer südlich des Komitatssitzes  Miskolc und 17,5 Kilometer nordöstlich der Kreisstadt Mezőkövesd.
Nachbargemeinden sind Vatta, Emőd und Mezőkeresztes.

## Geschichte
Die Region war seit der Völkerwanderung bewohnt. Nach dem Fall der Burg Eger im Jahre 1553 geriet hier ihr Burgkommandant Gergely Bornemissza in türkische Gefangenschaft. Nach der Schlacht bei Mezőkeresztes verödete das Dorf und das Gebiet wurde Mezőkeresztes zugeschlagen. In der zweiten Hälfte des 19. Jahrhunderts kaufte Gyula Hoffmann die Ländereien und baute einen landwirtschaftlichen Großbetrieb auf. Das jetzige Dorf entwickelte sich hieraus. 1994 wurde Csincse selbständige Gemeinde.

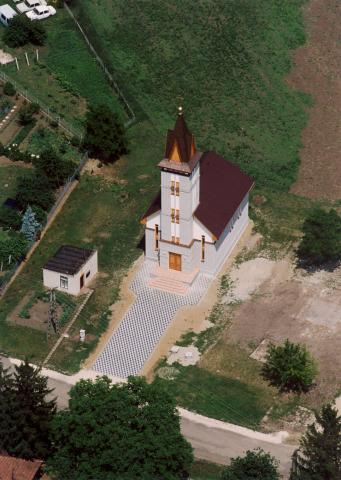
Römisch-katholische Kirche Mária Szeplőtelen Szíve